# Fong Fei-fei
Pour les articles homonymes, voir Fong.
Dans ce nom chinois, le nom de famille, Fong, précède le nom personnel Fei-fei.
Fong Fei-Fei, née Lim Chiu-Luan (chinois : 林秋鸾 ; 20 août 1953-3 janvier 2012) est une chanteuse, animatrice et actrice taïwanaise.

## Jeunesse
Fong Fei Fei naît sous le nom de Lin Chiu-luan le 20 août 1953 et grandit à Daxi, comté de Taoyuan (aujourd'hui district de Daxi, ville de Taoyuan), à Taiwan. Elle a deux frères aînés, Lim Yu-Nung et Lim Hung-Ming. Son frère cadet Kempis Lim (林鸿棠 ; 1957-2006) est aussi chanteur, connue sous le nom de scène de Fong Fei-yang (鳳飛颺).

## Carrière
Fong Fei Fei commence sa carrière en 1968 en se faisant remarquer lors de concours de chant local. La chanteuse a sorti plus de 81 albums et donné de nombreux concerts tout au long de sa carrière. Elle a également joué dans des films et émissions de variété chinoise.
Fong Fei Fei est souvent été qualifiée de « reine des chapeaux » en raison de son choix de couvre-chef. En effet, elle a possédé plus de 600 chapeaux au cours de sa vie. Dans un entretien, elle déclare que la première fois qu'elle a porté un chapeau sur scène, le public avait réagi de manière extraordinaire. Dès lors, elle n'a jamais quitté ses chapeaux pour toutes les performances. Elle remporte les Golden Bell Awards à Taïwan en 1983 et 1984.

## Vie privée
Fong Fei Fei épouse l'homme d'affaires hongkongais Zhao Hongqi en 1980. Ils ont un fils, Zhao Wen Lin, en février 1989. Son mari décède d'un cancer du poumon à l'âge de 70 ans en 2009.

## Décès
Fong Fei Fei a passé les dix dernières années de sa vie à Hong Kong. Le 3 janvier 2012, elle meurt, comme son mari, d'un cancer du poumon à l'âge de 58 ans, mais la nouvelle n'est rapportée que le 13 février 2012, après le Nouvel An chinois, par son avocat. La chanteuse souhaitait garder sa maladie et son décès secret de la presse jusqu'à ce que tous ses arrangements funéraires soient réglés. Ses restes ont été entreposés à côté de ceux de son mari au temple Fo Guang Shan.

## Reconnaissance
Google célèbre son 66e anniversaire de naissance avec un Google Doodle, le 20 août 2019.